# Normaler Abschluss
In der Mathematik ist der normale Abschluss ein Begriff aus der Gruppentheorie. In einer Gruppe {\displaystyle G} ist der normale Abschluss einer Teilmenge {\displaystyle A\subset G} der kleinste {\displaystyle A} enthaltende Normalteiler in {\displaystyle G}.

## Definitionen
Die folgenden sind äquivalente Definitionen des normalen Abschlusses einer Teilmenge {\displaystyle A\subset G}.
- Der normale Abschluss von {\displaystyle A} ist der Durchschnitt aller {\displaystyle A} enthaltenden Normalteiler in {\displaystyle G}.
- Der normale Abschluss von {\displaystyle A} ist die von {\displaystyle A^{G}=\left\{gag^{-1}\colon a\in A,g\in G\right\}} erzeugte Untergruppe.
- Der normale Abschluss von {\displaystyle A} ist die Menge der endlichen Produkte von Elementen aus {\displaystyle A} und ihren Konjugierten.